# Nhà thờ Đức Mẹ Đồng trinh Maria ở Česká Skalice
Nhà thờ Đức Mẹ Đồng trinh Maria ở Česká Skalice (tiếng Séc: Kostel Nanebevzetí Panny Marie v České Skalici) là một nhà thờ giáo xứ Công giáo La Mã thuộc giáo phận Hradec Králové, tọa lạc ở thị trấn Česká Skalice, huyện Náchod, vùng Královéhradecký, Cộng hòa Séc. Thánh đường này có tên trong danh sách các di tích văn hóa của Cộng hòa Séc.

## Lịch sử
Nhà thờ lần đầu tiên được đề cập trong các văn bản lịch sử vào năm 1350. Lúc bấy giờ, hai linh mục địa phương chịu trách nhiệm quản lý nhà thờ này. Việc xây dựng nhà thờ theo phong cách kiến trúc Baroque (có diện mạo như hiện nay) được hoàn thành vào năm 1725.

## Mô tả
Những sự kiện gắn liền với nhà thờ Đức Mẹ Đồng trinh Maria ở Česká Skalice bao gồm:
- Tòa tháp chuông mang phong cách Baroque bên cạnh nhà thờ được xây dựng năm 1715.
- Nghĩa trang xung quanh nhà thờ chính thức được di dời vào năm 1891.
- Những bức tượng của các vị Thánh (St. Jan Nepomucký, St. Donat và St. Florián) được chuyển từ quảng trường thị trấn đến nhà thờ vào thế kỷ 20.
- Bàn thờ chính có từ năm 1732, được trang trí bằng tác phẩm điêu khắc Đức Mẹ Đồng trinh Maria.
- Cây đàn organ có niên đại từ năm 1738.

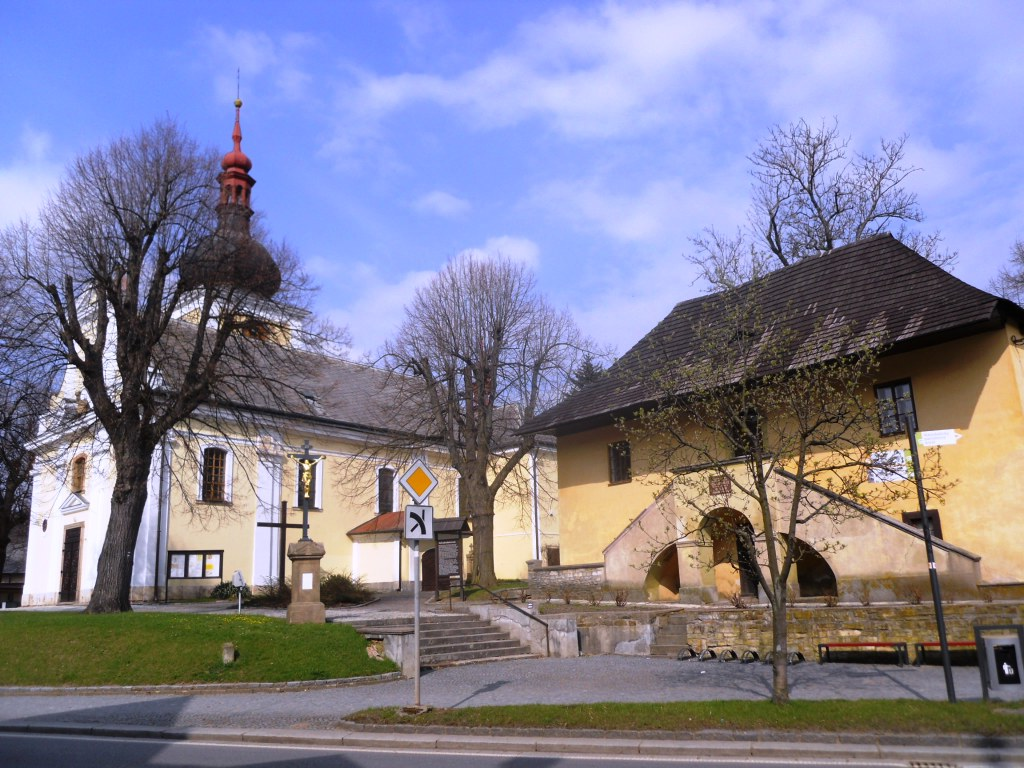
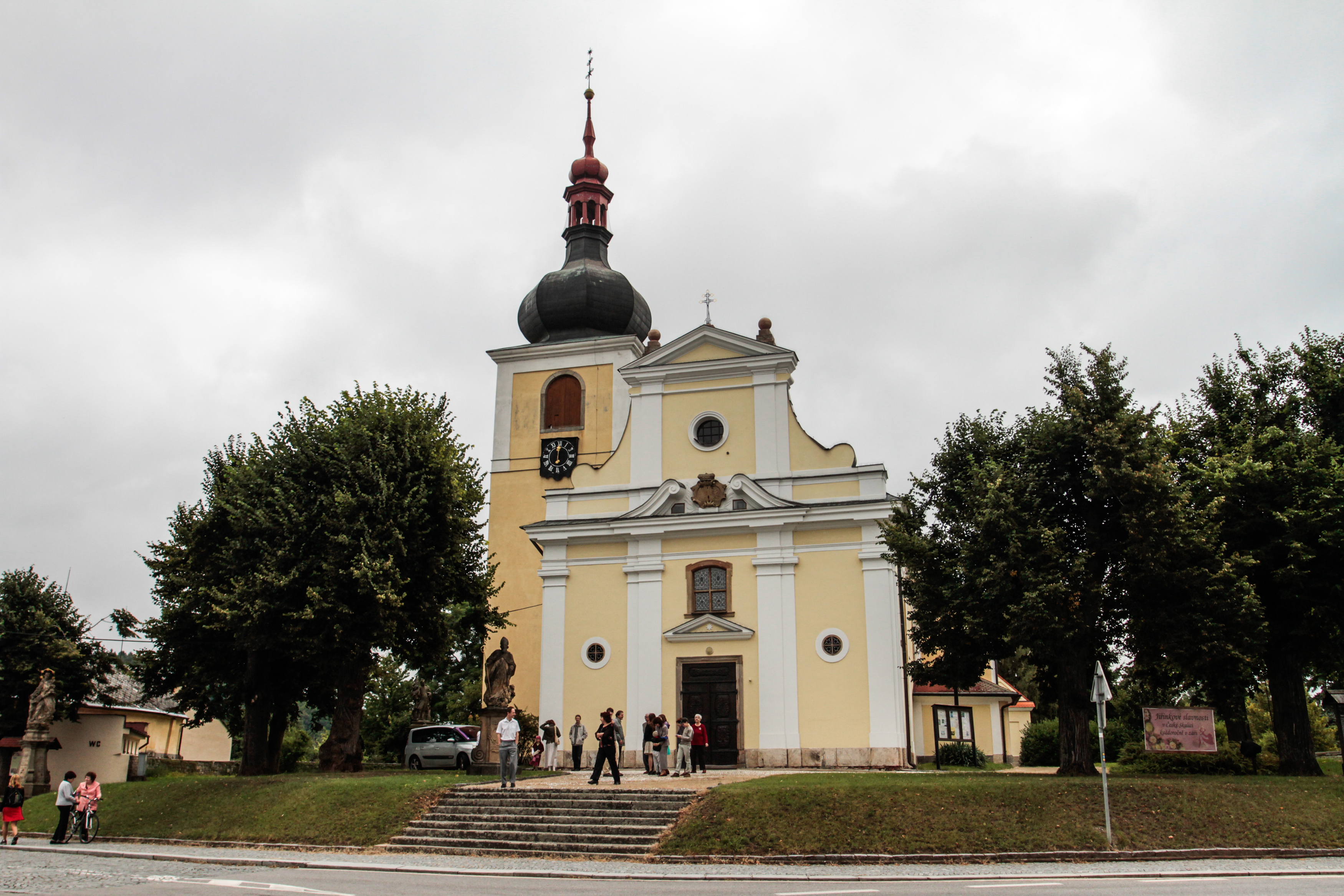